# Seznam medailistů na halovém mistrovství světa v běhu na 200 m
Běh na 200 metrů byl součástí světových halových šampionátů v letech 1985 až 2004.

## Muži
| Rok  | Místo        | Zlato              | Výkon vítěze | Stříbro           | Bronz              |
| ---- | ------------ | ------------------ | ------------ | ----------------- | ------------------ |
| 1985 | Paříž        | Alexandr Jevgeněv  | 20,95        | Ade Mafe          | João da Silva      |
| 1987 | Indianapolis | Kirk Baptiste      | 20,73        | Bruno Marie-Rose  | Robson da Silva    |
| 1989 | Budapešť     | John Regis         | 20,54        | Ade Mafe          | Kevin Little       |
| 1991 | Sevilla      | Nikolaj Antonov    | 20,67        | Linford Christie  | Ade Mafe           |
| 1993 | Toronto      | James Trapp        | 20,63        | Damien Marsh      | Kevin Little       |
| 1995 | Barcelona    | Geir Moen          | 20,58        | Troy Douglas      | Sebastián Keitel   |
| 1997 | Paříž        | Kevin Little       | 20,40        | Iván García       | Francis Obikwelu   |
| 1999 | Maebaši      | Frankie Fredericks | 20,10 – RHMS | Obadele Thompson  | Kevin Little       |
| 2001 | Lisabon      | Shawn Crawford     | 20,63        | Christian Malcolm | Patrick van Balkom |
| 2003 | Birmingham   | Marlon Devonish    | 20,62        | Joseph Batangdon  | Dominic Demeritte  |
| 2004 | Budapešť     | Dominic Demeritte  | 20,66        | Johan Wissman     | Tobias Unger       |

## Ženy
| Rok  | Místo        | Zlato                  | Výkon vítěze | Stříbro                   | Bronz                  |
| ---- | ------------ | ---------------------- | ------------ | ------------------------- | ---------------------- |
| 1985 | Paříž        | Marita Kochová         | 22,27        | Marie-Christine Cazierová | Kim Robertsonová       |
| 1987 | Indianapolis | Heike Drechslerová     | 22,27        | Merlene Otteyová          | Grace Jacksonová       |
| 1989 | Budapešť     | Merlene Otteyová       | 22,34        | Grace Jacksonová          | Natalia Kovtunová      |
| 1991 | Sevilla      | Merlene Otteyová       | 22,24        | Irina Sergejevová         | Grit Breuerová         |
| 1993 | Toronto      | Irina Privalovová      | 22,15 – RHMS | Melinda Gainsfordová      | Natalja Voronovová     |
| 1995 | Barcelona    | Melinda Gainsfordová   | 22,64        | Pauline Davisová          | Natalja Voronovová     |
| 1997 | Paříž        | Ekaterini Koffaová     | 22,76        | Juliet Cuthbertová        | Světlana Gončarenková  |
| 1999 | Maebaši      | Ionela Tirleaová       | 22,39        | Světlana Gončarenková     | Pauline Davisová       |
| 2001 | Lisabon      | Juliet Campbellová     | 22,64        | LaTasha Jenkinsová        | Natalia Safronnikovová |
| 2003 | Birmingham   | Muriel Hurtisová       | 22,54        | Anastasija Kapačinská     | Juliet Campbellová     |
| 2004 | Budapešť     | Natalia Safronnikovová | 23,13        | Světlana Gončarenková     | Karin Mayr-Krifkaová   |